# Scala enigmatica

La scala enigmatica

La scala enigmatica è una scala inventata da Adolfo Crescentini (questa scala fu proposta ai lettori della "Gazzetta musicale" di Milano nel numero del 5 agosto 1888; in uno successivo, quello del 26 agosto, furono pubblicate le armonizzazioni inviate dai lettori e quella dello stesso autore) e impiegata da Giuseppe Verdi nell'Ave Maria, scala enigmatica armonizzata a 4 parti, pubblicata nel 1898: uno dei Quattro pezzi sacri.
Ha una sonorità alquanto strana, essendo composta da intervalli inusuali: semitono - tono e mezzo - tono - tono - tono - semitono - semitono.
La sua formula è: 1 (tonica), 2♭, 3 (maggiore), 4♯, 5♯ (aumentata), 6♯,  7 (sensibile), 8 (ottava)
Esempio di scala enigmatica di Do:
Do, Re♭, Mi, Fa♯, Sol♯, La♯, Si, Do